# Boxeo en los Juegos Panamericanos

Boxeo

La prueba de Boxeo fue admitida en los Juegos Panamericanos desde la primera edición que se celebró en Buenos Aires en Argentina en 1951.

## Eventos
Los siguientes eventos son los realizados en la prueba de boxeo, según la sede son los eventos realizados.

### Masculino
- Minimosca (46 - 49 kg)
- Peso mosca (-52 kg)
- Peso gallo (-56 kg)
- Peso ligero (-60 kg)
- Peso wélter ligero (-64 kg)
- Peso wélter (-69 kg)
- Peso medio (-75 kg)
- Peso semipesado (-81 kg)
- Peso pesado (-91 kg)
- Peso superpesado (+91 kg)

### Femenino
- Peso mosca (48 - 51 kg)
- Peso ligero (57 - 60 kg)
- Peso medio (69 - 75 kg)

## Medallero Histórico
Actualizado Lima 2019